# Jon Scheyer
Jonathan James Scheyer, detto Jon (Northbrook, 24 agosto 1987), è un ex cestista e allenatore di pallacanestro statunitense naturalizzato israeliano.
Dal 2022 è capo allenatore della squadra di pallacanestro maschile della Duke University.

## Carriera da giocatore
Era un playmaker-guardia di 196 centimetri. Ex All-American (è uno dei leader dei Duke Blue Devils campioni NCAA 2010), non è stato scelto al draft NBA ed ha cercato invano un contratto coi Los Angeles Clippers, complice anche un infortunio patito all'occhio durante la Summer League. Ha vinto un titolo statale in Illinois, ha numerosi record realizzativi e non solo alla high school.

### Rio Grande Valley Vipers
Il 16 febbraio 2011 ha firmato per i Rio Grande Valley Vipers, un club della D-League affiliato con gli Houston Rockets. Ha rifiutato nei giorni immediatamente precedenti diverse offerte da parte di club francesi.

### Maccabi Tel Aviv
Il 19 giugno 2011 il Maccabi Tel Aviv B.C. annuncia di aver trovato un accordo biennale col giocatore, alla prima esperienza Europea.

### Gran Canaria
Il 18 agosto 2012 firma per la squadra spagnola di Gran Canaria, con cui chiude la carriera di giocatore.

## Carriera da allenatore
Dal 2013 al 2022 è assistente di Mike Krzyzewski sulla panchina dei Duke Blue Devils; dopo il ritiro di coach K, gli subentra nel ruolo di capo allenatore.

## Palmarès

### Squadra
- Campione NCAA: 1

2010
- Coppa di Israele: 1

Maccabi Tel Aviv: 2011-12
- Coppa di Lega israeliana: 1

Maccabi Tel Aviv: 2011
- Lega Adriatica: 1

Maccabi Tel Aviv: 2011-12

### Individuali
- McDonald's All-American Game: 1

2006
- NCAA AP All-America Second Team: 1

2010